# توریدون
توریدون (به انگلیسی: Torridon) یک روستا در بریتانیا است که در Applecross واقع شده‌است.